# Vallecorsa
Vallecorsa ist eine Gemeinde in der Provinz Frosinone in der italienischen Region Latium mit 2395 Einwohnern (Stand 31. Dezember 2023). Sie liegt 107 km südöstlich von Rom und 31 km südlich von Frosinone.

## Geographie
Vallecorsa liegt in den Monti Ausoni auf einer Anhöhe unterhalb des Monte Calvilli (1116 m). Es ist Mitglied der Comunità Montana Monti Lepini, Ausoni e Valliva.
Die Nachbarorte sind Amaseno, Castro dei Volsci, Fondi (LT), Lenola (LT) und Monte San Biagio (LT).
Verkehr
Vallecorsa ist über die Strada Statale 637 von Frosinone nach Gaeta an das italienische Fernstraßennetz angebunden.

## Bevölkerungsentwicklung
| Jahr      | 1881 | 1901 | 1921 | 1936 | 1951 | 1971 | 1991 | 2001 | 2011 | 2021 |
| --------- | ---- | ---- | ---- | ---- | ---- | ---- | ---- | ---- | ---- | ---- |
| Einwohner | 3912 | 4129 | 4378 | 4170 | 4053 | 3610 | 3489 | 3115 | 2800 | 2438 |

Quelle: ISTAT

## Politik
Michele Antoniani (Lista Civica: Scegli Vallecorsa) wurde im Mai 2006 zum Bürgermeister gewählt und am 5. Mai 2016 wiedergewählt.

## Söhne und Töchter der Stadt
- Alessandro Massaroni (1790–1821), Brigantenanführer
- Maria de Mattias (1805–1866), katholische Heilige und Ordensgründerin

## Gemeindepartnerschaften
- Bolesławiec, Polen